# Nord NC.850
Die Nord NC.850 (ursprünglich als Aérocentre NC.850 produziert) ist ein Sportflugzeug der späten 1940er-Jahre des französischen Herstellers Société Nationale de Constructions Aéronautiques du Centre für die französischen Aeroclubs.

## Geschichte und Konstruktion
Die NC.850-Serie wurde auf Grund eines Wettbewerbs der französischen Regierung für ein im Inland gebautes leichtes Sportflugzeug für die französischen Aeroclubs, aus der Aérocentre NC.840 entwickelt. Die Entwicklung der Aérocentre (SNCAC) war ein plumper Hochdecker mit verstrebten Tragflächen, einer vollständig geschlossenen Kabine und festem Spornradfahrwerk. Der Rumpfaufbau war röhrenförmig und die Tragflächen bestanden aus einer Metallstruktur und waren wie das gesamte Flugzeug mit Stoff bespannt.
Der Wettbewerb wurde zwar von der SIPA S.90 gewonnen, aber die Aeroclubs bestellten trotzdem 100 Exemplare. Diese Produktion wurde als NC.853 bezeichnet und unterschieden sich von den Prototypen durch das Doppelleitwerk. Nach nur 27 produzierten Exemplaren wurde Aérocentre liquidiert und deren Vermögenswerte von Nord aufgekauft. Die neuen Eigentümer setzten die Produktion fort, nun unter der Bezeichnung NC.853S.
Im März 1951 flog eine stark modifizierte Version dieses Flugzeug als Beobachtungsflugzeug für die französische Armee erstmals. Die NC.856 Norvegie besaß einen stärkeren Motor und ein verlängertes sowie umfassender verglastes Cockpit. Die Armee bestellte 112 Exemplare als Artilleriebeobachtungsflugzeuge. Es wurde auch eine zivile Version angeboten, die jedoch nicht erfolgreich war, da nur zwei Exemplare verkauft werden konnten. Ein Flugzeug wurde mit Schwimmern ausgerüstet und König Norodom Sihanouk von Kambodscha zum Geschenk gemacht.

## Varianten

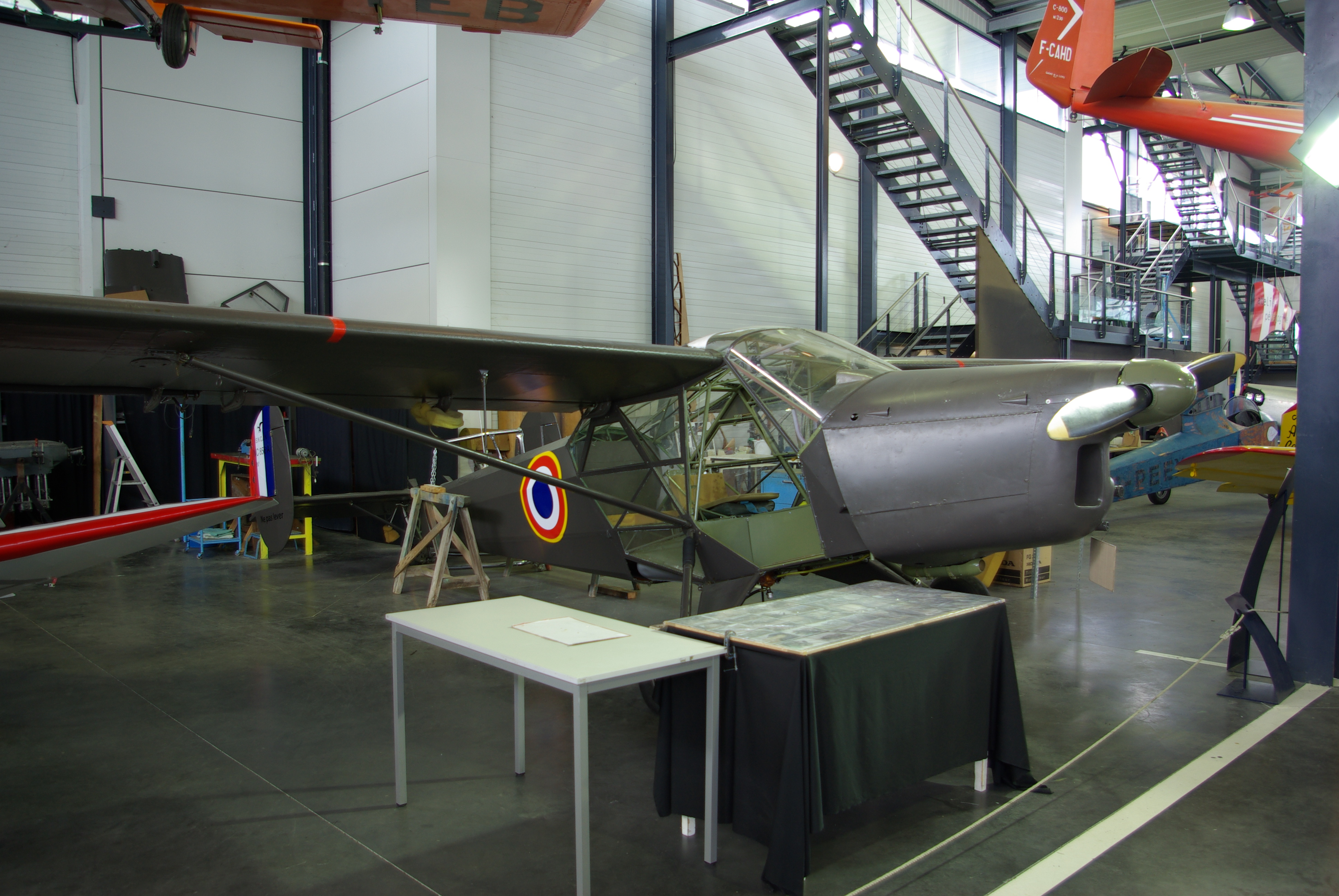
NC.856A Norvigie

- NC.850: Prototyp mit konventionellem Leitwerk und Mathis-G4F-Motor (1 Exemplar gebaut)
- NC.851: Version mit Minié-4DA-Motor (9 gebaut)
- NC.852: Version mit Regnier-4EO-Motor (2 gebaut)
- NC.853: Hauptversion mit Doppelleitwerk., einem Minié-4DC.30-Antrieb (29 gebaut)
  - NC.853S: NC.853 gebaut durch Nord (95 Exemplare)
  - NC.853G: NC.853 mit Schwimmern ausgerüstet (1 umgebaut)
- NC.854: NC.853 mit einem Continental-A65-Motor (2 neu gebaut, mehrere NC.853 wurden umgerüstet)
  - NC.854SA: militärische NC.854 (2 Exemplare)
- NC.856: NC.853 mit Walter-Minor-Antrieb (1 gebaut)
  - NC.856A Norvigie: militärische Version mit neukonstruiertem Cockpit mit vergrößerter Verglasung und Regnier-4LO-Motor (112 gebaut)
  - NC.856B: viersitzige Version der NC.856 (1 gebaut)
  - NC.856H: mit Schwimmern ausgestattete Version der NC.856 mit Dreifachleitwerk (1 gebaut)
  - NC.856N: viersitzige Zivilversion der NC.856A (2 gebaut)
- NC.858S: umgerüstete NC.853 mit dem Continental-C90-Motor
- NC.859S: Segelflugzeugschleppversion der NC.853 mit Walter-Minor-Motor (9 gebaut)

## Militärische Nutzung
- Frankreich: Französische Armee (112 Stück)

## Technische Daten (NC.856A)
| Kenngröße             | Daten                                    |
| --------------------- | ---------------------------------------- |
| Besatzung             | 3                                        |
| Länge                 | 7,65 m                                   |
| Spannweite            | 12,05 m                                  |
| Höhe                  | 2,22 m                                   |
| Flügelfläche          | 16,86 m²                                 |
| Flügelstreckung       | 8,6                                      |
| Leermasse             | 700 kg                                   |
| max. Startmasse       | 1100 kg                                  |
| Reisegeschwindigkeit  | 180 km/h                                 |
| Höchstgeschwindigkeit | 250 km/h                                 |
| Dienstgipfelhöhe      | 3000 m                                   |
| Reichweite            | ? km                                     |
| Triebwerke            | 1 × Kolbenmotor Regnier 4L.O4 mit 101 kW |